# Sunnyside–Tahoe City
Sunnyside–Tahoe City – jednostka osadnicza w Stanach Zjednoczonych, w stanie Kalifornia, w hrabstwie Placer.